# Macedonia (prowincja rzymska)
Macedonia – jedna z prowincji w składzie Cesarstwa Rzymskiego. Współcześnie obejmuje terytoria państw: Macedonii Północnej, Albanii, północnej i centralnej Grecji oraz niewielkich części południowo-zachodniej Bułgarii.

## Utworzenie prowincji
Prowincję ustanowiono w 148 p.n.e. po pokonaniu antyrzymskiego powstania kierowanego przez Andriskosa. W jej składzie znalazły się ziemie macedońskie, jak również Tesalia i Epir (wkrótce wydzielony w osobną prowincję Epirus vetus).

## Historia
W pierwszych latach po opanowaniu Macedonii przeprowadzono budowę rzymskiej drogi Via Egnatia pomiędzy Dyrrachium (dziś Durrës) na wybrzeżu Morza Adriatyckiego do Tesaloniki, a później przedłużonej do Bizancjum.
Spośród miast prowincji do wielkiego znaczenia doszła zwłaszcza Tesalonika, będąca siedzibą dowództwa wojsk wschodniej części imperium.
Ok. 293 roku prowincja została rozczłonkowana przez cesarza Dioklecjana w ramach reformy administracji. Wydzielone zostały wówczas prowincje:
- Macedonia Prima (Macedonia I) z ośrodkiem administracyjnym w Tesalonice
- Macedonia Secunda (Macedonia II, Macedonia Salutaris) z ośrodkiem w Stobi
- Epirus Nova (Illyria Graeca) z ośrodkiem w Dyrrachium

W I połowie IV wieku prowincje macedońskie weszły jako jednostki cywilnej diecezji Macedonii w skład prefektury Italii, Ilirii i Afryki, a następnie prefektury Ilirii.
Po podziale imperium rzymskiego w 395 n.e. prowincje te znalazły się w składzie cesarstwa wschodniorzymskiego. Tesalonika pod względem znaczenia stała się drugim po Konstantynopolu miastem cesarstwa.
Na początku VII wieku Macedonia (podobnie jak inne ziemie bałkańskie) stanowiły teren ekspansji i osadnictwa Słowian. W pierwszej połowie VII wieku na terytoriach macedońskich zmieniono organizację administracji państwa – prowincje zastąpiono temami, o nowym nazewnictwie i odmiennych granicach.